# Wawrzeńczyce (Petite-Pologne)
Pour les articles homonymes, voir Wawrzeńczyce.
Wawrzeńczyce est une localité polonaise, siège de la gmina d'Igołomia-Wawrzeńczyce, située dans le powiat de Cracovie en voïvodie de Petite-Pologne.